# Severino Rigoni
Severino Rigoni (né le 3 octobre 1914 à Gallio et mort le 14 décembre 1992 à Padoue) est un coureur cycliste et entraineur italien. Médaillé d'argent de la poursuite par équipes aux Jeux olympiques de 1936, Severino Rigoni a ensuite été professionnel de 1938 à 1957.

## Carrière sportive
En 1935, Severino Rigoni connait son premier grand succès en devenant champion d'Italie de vitesse amateur. L'année suivante, il participe à la poursuite par équipes aux Jeux olympiques et remporte la médaille d'argent avec Bianco Bianchi, Mario Gentili et Armando Latini. La même année, il devient le père d'un fils nommé Olimpio.
Par la suite, Rigoni devient professionnel et monte plusieurs fois sur le podium du championnat d'Italie de vitesse les années suivantes, mais sans pouvoir remporter aucun autre titre.
En 1949, Rigoni qui a maintenant 35 ans, redevient un cycliste actif et participe à 35 courses de six jours les années suivantes. En 21 courses, avec Ferdinando Terruzzi, il remporte les six jours de Berlin 1949 et de New York en 1950. Avec Bruno Sivilotti, il gagne en 1956 les Six jours de Rio de Janeiro et de Six jours de São Paulo en 1957. Il a ensuite arrêté sa carrière de cycliste à l'âge de 42 ans.

## Après carrière
Rigoni est resté attaché au cyclisme après la fin de sa carrière, notamment comme entraîneur de la Società Ciclisti Padovani au Vélodrome Giovanni Monti, où il a supervisé le futur champion olympique Silvio Martinello.

## Palmarès
- 1935
  - Champion d'Italie de vitesse amateur
- 1936
  -  Médaillé d'argent de la poursuite par équipes aux Jeux olympiques
- 1939
  - 3e du Tour de la province de Milan (avec Fausto Coppi)
- 1949
  - Six jours de Berlin (avec Ferdinando Terruzzi)
- 1950
  - Six jours de New York (avec Ferdinando Terruzzi)
- 1951
  - Six jours de Münster (avec Ferdinando Terruzzi)
- 1956
  - Six jours de Rio de Janeiro (avec Bruno Sivilotti)
- 1957
  - Six jours de São Paulo (avec Bruno Sivilotti)